# Elise Laverick
Elise Laverick est une rameuse britannique, né le 27 juillet 1975 à Worthing dans le Sussex de l'Ouest.

## Palmarès

### Jeux olympiques
- 2008 à Pékin,  Chine
  -  Médaille de bronze en deux de couple
- 2004 à Athènes,  Grèce
  -  Médaille de bronze en deux de couple

### Championnats du monde
- 2007 à Munich,  Allemagne
  -  Médaille de bronze en deux de couple
- 1997 à Aiguebelette-le-Lac,  France
  -  Médaille de bronze en huit barré